# جبل سهيل (مبين)

تعديل مصدري - تعديل

جبل سهيل هي إحدى قرى عزلة بني عكاب بمديرية مبين التابعة لمحافظة حجة، بلغ تعداد سكانها 333 نسمة حسب تعداد اليمن لعام 2004.